# Rezerwat przyrody Sterdyń
Rezerwat przyrody Sterdyń – leśny rezerwat przyrody położony w gminie Ceranów w województwie mazowieckim.
Został powołany Zarządzeniem Ministra Leśnictwa i Przemysłu Drzewnego z dnia 19 kwietnia 1979 r. (M.P. z 1979 r. nr 13, poz. 77). Według aktu powołującego zajmuje powierzchnię 11,91 ha.
Rezerwat leży w granicach zwartego kompleksu leśnego, na terenie leśnictwa Holendernia, w oddziałach 84h, 85b,d, 85~b,~d, 89d, 89~b, 90a, 90~b,~d. Znajduje się w granicach Nadbużańskiego Parku Krajobrazowego.
Według aktu powołującego celem ochrony jest zachowanie fragmentu wielogatunkowego lasu mieszanego z chronionymi i rzadkimi gatunkami roślin. Przedmiotem ochrony są wielogatunkowe zbiorowiska grądów (Tilio-Carpinetum).

## Klasyfikacja rezerwatu
Jest to rezerwat leśny (L) objęty ochroną częściową;
- według głównego przedmiotu ochrony jest to rezerwat fitocenotyczny (PFi), podtypu zbiorowisk leśnych (zl),
- według głównego typu ekosystemu należy do typu leśnego i borowego (EL) podtypu lasów nizinnych (lni)[3].

## Walory przyrodnicze
Charakterystyczną cechą rezerwatu jest aspekt wiosenny. Pojawia się przed rozwojem liści na drzewach, a tworzony jest przez kwitnącą roślinność zielną. W przypadku tego rezerwatu są to przede wszystkim: zawilce gajowe (Anemone nemorosa), przylaszczki (Hepatica nobilis) i kwitnący niewielkimi różowymi kwiatami wawrzynek wilczełyko (Daphne mezereum).
Północno-wschodnią część rezerwatu porasta drzewostan dębowy (Quercus robur) z domieszką lipy (Tilia cordata) i grabu (Carpinus betulus). Nielicznie występują klon pospolity (Acer platanoides) i jesion wyniosły (Fraxinus excelsior). Warstwa zielna jest dość bujna, a do gatunków dominujących należą: kopytnik pospolity (Asarum europaeum), gwiazdnica wielkokwiatowa (Stellaria holostea), jaskier kosmaty (Ranunculus lanuginosus), a w niektórych płatach także gajowiec żółty (Lamiastrum galeobdolon).
Z gatunków chronionych dość licznie występuje również lilia złotogłów (Lilium martagon). Nieco rzadsze są storczyki: kruszczyk szerokolistny (Epipactis helleborine) i listera jajowata (Listera ovata). Na terenie rezerwatu rośnie także kilka rzadkich w tej części kraju gatunków roślin. Są to: związana z lasami bukowymi, chroniona częściowo marzanka wonna (Galium odoratum), jastrzębiec łąkowy (Hieracium caespitosum), jaskier kaszubski (Ranunculus cassubicus), szczyr trwały (Mercurialis perennis) i zachyłka trójkątna (Gymnocarpium dryopteris). Największą Występuje stanowisko chronionego gatunku o charakterze górskim – parzydła leśnego (Aruncus dioicus), bardzo rzadkiego na terenie Polski niżowej.
Położenie dużego kompleksu leśnego, jakim jest „Uroczysko Sterdyń”, w pobliżu doliny Bugu, sprzyja występowaniu wielu rzadkich gatunków zwierząt, m.in.: bociana czarnego, rycyka, bekasa kszyka. Licznie występują sarny, dziki i jelenie. Tutejsza fauna ma jednak głównie charakter przejściowy, ze względu na niewielką powierzchnię rezerwatu.
Działania gospodarcze koncentrują się wokół prowadzenia cięć sanitarnych, działań ochronnych oraz stałej konserwacji infrastruktury (znaki rezerwatowe, rogatki, tablice informacyjne).
Rezerwat leży na trasie ścieżki przyrodniczej „Uroczysko Sterdyń”.